# Carex allanii
Carex allanii är en halvgräsart som beskrevs av Bruce Gordon Hamlin. Carex allanii ingår i släktet starrar, och familjen halvgräs. Inga underarter finns listade i Catalogue of Life.